# 一個夜晚
《一個夜晚》是一部向奇士勞斯基《機遇之歌》致敬的喜劇電影，也是台灣導演游智煒的長片之一，由莫子儀、蔭山征彥、姚采穎主演。2010年分別在第2屆關渡電影節和高雄電影節放映。本片為台灣「HD(高清)製作優質高畫質電視節目甄選作品」（電視電影類）之一。

## 演員
- 莫子儀 飾 老大－Mark
- 蔭山征彥 飾 三崎隆－Misaki Takashi
- 姚采穎 飾 蛇蠍美人－Viola
- 楊林康 飾 泊車小弟阿傑－Jay
- 林昀希 飾 女服務生－婷
- 隆宸翰 飾 殺Mark小弟（友情客串）
- 蔡明修 飾 銀鞋老大／老闆女人（友情客串）
- 北村豐晴 飾 三崎隆父親
- 黄聖瑤 飾 黑社會女老大
- 大西由希也 飾 鬼頭大哥

## 外部連結
- 一個夜晚 One Night:choice of Evil的Facebook專頁
- YouTube上的《一個夜晚》
- 豆瓣电影上《一個夜晚》的資料 （简体中文）
- 爛番茄上《一個夜晚》的資料（英文）
- 互联网电影数据库（IMDb）上《一個夜晚》的资料（英文）
- 一個夜晚：電影資料庫CELESTIAL MOVIES
- One Night: Choice of Evil | Asian Crush
- One Night: Choice of Evil （页面存档备份，存于）在Hong Kong Film Net (Hong Kong movie reviews and information) 的頁面。